# ISTAF Berlin 2017
L'ISTAF Berlin 2017 è stata la 76ª edizione dell'annuale meeting di atletica leggera; le competizioni hanno avuto luogo all'Olympiastadion di Berlino, il 27 agosto 2017. Il meeting è stato l'ottava tappa del circuito World Challenge 2017.

## Risultati[1]

### Uomini
| Specialità             | 1º classificato   | Prestazione | 2º classificato  | Prestazione | 3º classificato   | Prestazione |
| 100 m                  | Julian Forte      | 9"91        | Ramil Guliyev    | 10"09       | Adam Gemili       | 10"10       |
| 5000 m                 | Birhanu Balew     | 13'11"00    | Nicholas Kimeli  | 13'11"58    | James Kibet       | 13'11"88    |
| 110 m ostacoli         | Aries Merritt     | 13"17       | Devon Allen      | 13"26       | Milan Trajkovic   | 13"29       |
| Salto con l'asta       | Sam Kendricks     | 5,86 m      | Piotr Lisek      | 5,81 m      | Renaud Lavillenie | 5,71 m      |
| Getto del peso         | David Storl       | 21,11 m     | O'Dayne Richards | 20,85 m     | Jacko Gill        | 20,71 m     |
| Lancio del disco       | Piotr Małachowski | 67,18 m     | Philip Milanov   | 66,90 m     | Andrius Gudžius   | 66,60 m     |
| Lancio del giavellotto | Johannes Vetter   | 89,85 m     | Thomas Röhler    | 86,07 m     | Jakub Vadlejch    | 85,15 m     |

### Donne
| Specialità        | 1º classificata         | Prestazione | 2º classificata       | Prestazione | 3º classificata    | Prestazione |
| 100 m             | Tianna Bartoletta       | 11"04       | Lisa Mayer            | 11"14       | Gina Lückenkemper  | 11"16       |
| 200 m             | Dina Asher-Smith        | 22"41       | Marie-Josée Ta Lou    | 22"44       | Shericka Jackson   | 22"46       |
| 600 m             | Caster Semenya          | 1'21"77     | Ajeé Wilson           | 1'22"39     | Francine Niyonsaba | 1'23"18     |
| 1500 m            | Konstanze Klosterhalfen | 3'58"92     | Eilish McColgan       | 4'01"60     | Susan Krumins      | 4'02"25     |
| 3000 m siepi      | Norah Jeruto            | 9'03"70     | Gesa Felicitas Krause | 9'11"85     | Colleen Quigley    | 9'15"97     |
| 100 m ostacoli    | Christina Clemons       | 12"54       | Danielle Williams     | 12"58       | Alina Talaj        | 12"72       |
| Salto in lungo    | Sha'Keela Saunders      | 6,72 m      | Ivana Španović        | 6,66 m      | Shara Proctor      | 6,62 m      |
| Staffetta 4×100 m | Germania                | 42"17       | Stati Uniti           | 43"07       | Svizzera           | 43"37       |